# Friederike Auguste Sophie von Anhalt-Bernburg

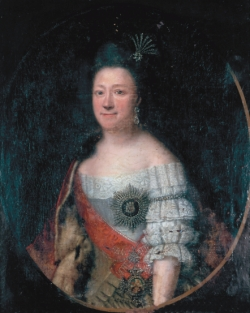
Friederike Auguste

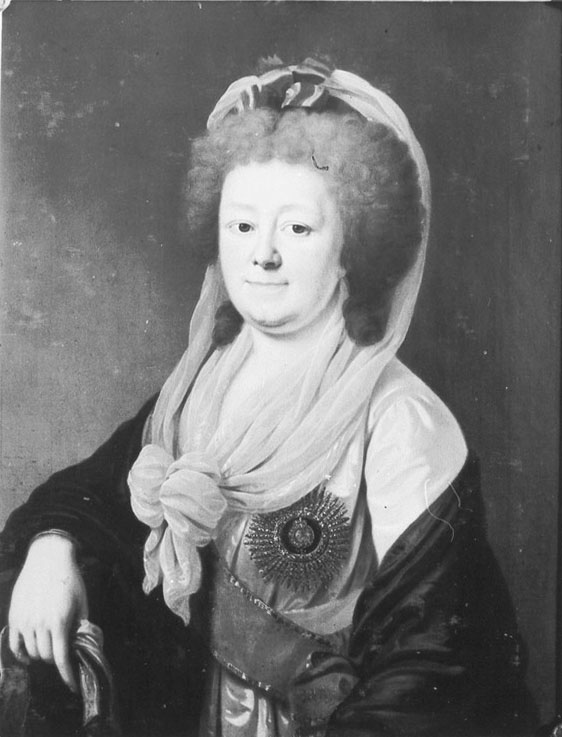
Friederike Auguste

Friederike Auguste Sophie, Fürstin von Anhalt-Zerbst, geborene Prinzessin von Anhalt-Bernburg (* 28. August 1744 in Bernburg; † 12. April 1827 in Coswig) war eine deutsche Landesfürstin und Schwägerin der Zarin Katharina II. von Russland (1729–1796). Sie verwaltete vom April 1793 bis Oktober 1806 die Erbherrschaft Jever.

## Leben
Friederike Auguste Sophie ist die dritte Tochter von Viktor Friedrich von Anhalt-Bernburg (1700–1765) und Albertine von Brandenburg-Schwedt (1712–1750). Am 22. Mai 1764 heiratete sie auf Schloss Ballenstedt am Harz ihren Verwandten Friedrich August, Fürst von Anhalt-Zerbst (1734–1793), Bruder der russischen Zarin. Wegen eines politischen Zerwürfnisses mit Preußen war es dem Fürsten von Anhalt-Zerbst seit 1758 nicht möglich, in seinem Herrschaftsgebiet zu residieren.
Nach Aufenthalten in verschiedenen Kurorten gelangte das Fürstenpaar im Februar 1765 nach Basel. Hier bewohnten sie das Mitzsche Haus am Petersgraben sowie als Sommerresidenz das Weiherschloss Groß-Gundeldingen. Mit zeitgenössischen Basler Persönlichkeiten wie Isaak Iselin (1728–1782) und Peter Ochs (1752–1821) pflegte die Fürstin regen Kontakt. Letzterer widmete ihr den ersten Band seiner „Geschichte der Stadt und Landschaft Basel“ (1786).
Während ihr Gatte bereits 1780 die Rheinstadt wegen Streitigkeiten mit dem Magistrat in Richtung Luxemburg verließ, reiste die Fürstin von Anhalt-Zerbst erst im August 1791 nach 26 Exiljahren ab. In Jever erfuhr sie im März 1793 vom Tod ihres Gemahls und wenige Wochen später von der ihr übertragenen Landesverwaltung. Dieses Amt versah sie mit Umsicht und Reformeifer bis zur Besetzung des Jeverlandes durch napoleonische Truppen im Oktober 1806.
Nach ihrer Abdankung zog sich Friederike auf Schloss Coswig zurück, wo sie die restlichen Jahre mit ihrer Schwester Christine von Schwarzburg-Sondershausen (1746–1823) verbrachte. Sie starb kinderlos am 12. April 1827.